# تيري سميث (شخصية أعمال)
تيري سميث (بالإنجليزية: Terry Smith)‏ هو شخصية أعمال بريطاني، ولد في 15 مايو 1953 في لندن في المملكة المتحدة.